# Hans Steinitz
Hans Joachim Nathan Steinitz (* 9. März 1912 in Berlin; † 29. Dezember 1993 in New York City) war ein deutsch-amerikanischer Journalist und Buchautor.

## Leben
Steinitz studierte Rechts- und Staatswissenschaften in Berlin. Er war Mitgründer der Sozialistischen Arbeiterpartei Deutschlands (SAP). Nach der Machtübergabe an die Nationalsozialisten floh er 1933 nach Prag. Das Studium setzte er in Basel fort und wurde dort 1934 promoviert. Von hier aus emigrierte er 1934 nach Frankreich und arbeitete als Journalist. Er diente kurz in der französischen Armee. Nach der Kapitulation Frankreichs 1940 wurde Steinitz von der französischen Polizei verhaftet und im Camp de Gurs interniert, wo er von Oktober 1940 bis zum Sommer 1942 verblieb. Er berichtete darüber in seinem 45-seitigen Text Das Buch von Gurs. Ein Weissbuch über das südranzösische Internierungslager Gurs. 1942 wurde er in das Lager Les Milles verlegt, aus dem er noch im selben Jahr während des Yom Kippur fliehen konnte. Mit falschen Papiere gelang ihm die erneute Einreise in die Schweiz. Er heiratete am 15. Mai 1948 Lore Oppenheimer (* 8. Juli 1915 in Essen; † 9. Oktober 1996 in New York); aus dieser Ehe stammt die gemeinsame Tochter Lucy (* 12. Februar 1952).
Ab 1947 lebte Steinitz in New York City, wo er von 1966 bis 1985 Chefredakteur der Zeitschrift Aufbau war. Von 1959 bis 1961 war er Präsident der Foreign Press Association.
Er verfasste unter anderem die Sachbücher Der 7. Kontinent: Das Ringen um die Antarktische Eiswelt (1959) und Mississippi: Geschichte eines Stromes (1967).

## Ehrung
- 1979: Ernst-Reuter-Plakette des Landes Berlin